# Wójtostwo (Nowy Dwór Mazowiecki)
Pour les articles homonymes, voir Wójtostwo.
Wójtostwo (prononciation : [vui̯ˈtɔstfɔ]) est un village polonais de la gmina de Pomiechówek dans le powiat de Nowy Dwór Mazowiecki de la voïvodie de Mazovie dans le centre-est de la Pologne.
Il se situe à environ 10 kilomètres au nord-est de Nowy Dwór Mazowiecki (siège du powiat) et à 33 kilomètres au nord de Varsovie (capitale de la Pologne).

## Histoire
De 1975 à 1998, le village appartenait administrativement à la voïvodie de Varsovie.